# دنيس تايلور
دنيس تايلور (بالإنجليزية: Dennis Taylor)‏ هو صحفي الموسيقى أمريكي، ولد في 13 نوفمبر 1953، وتوفي في 17 أكتوبر 2010 بسبب نوبة قلبية.

## وصلات خارجية
- دنيس تايلور على موقع ميوزك برينز (الإنجليزية)